# Aspergillus implicatus
Aspergillus implicatus är en svampart som beskrevs av Persiani & Maggi 1994. Aspergillus implicatus ingår i släktet Aspergillus och familjen Trichocomaceae.   Inga underarter finns listade i Catalogue of Life.